# Maria Montessori
Maria Tecla Artemisia Montessori (Chiaravalle, 31 de agosto de 1870 – Noordwijk aan Zee, 6 de maio de 1952) foi uma educadora, médica e pedagoga italiana. É conhecida pelo método educativo que desenvolveu e que ainda é usado hoje em escolas públicas e privadas mundo afora.
Destacou a importância da liberdade, da atividade e do estímulo para o desenvolvimento físico e mental das crianças. Para ela, liberdade e disciplina se equilibrariam, não sendo possível conquistar uma sem a outra. Adaptou o princípio da autoeducação, que consiste na interferência mínima dos professores, pois a aprendizagem teria como base o espaço escolar e o material didático.
Representante do movimento da Educação Nova, a mesma conseguiu desenvolver suas teorias de modo amplo e abrangente. Seu método pedagógico foi implementado considerando a criança, o ambiente e o educador, tendo como foco a educação sensorial, considerada por ela, a base da educação intelectual.
Mesmo sendo médica, Maria Montessori enxergava as crianças com deficiência, não através de um olhar clínico e frio, mas por meio de uma visão humanizada, acolhedora e com uma perspectiva de esperança e encorajamento. Suas pesquisas e estudos, contribuíram significativamente e revolucionaram o modo como a pedagogia via e entendia as crianças, pois seu método estimula a educação através e para a liberdade, além de incentivar a autonomia dos pequenos.

## Biografia
Montessori nasceu em 31 de agosto de 1870 em Chiaravalle, Itália. Seu pai, Alessandro Montessori, era oficial do Ministério das Finanças, trabalhando na época numa fábrica de tabaco estatal. Sua mãe, Renilde Stoppani, era bem-educada para a época e provavelmente parente do geólogo italiano Antonio Stoppani.
Desde muito jovem, manifestou interesse pelas matérias científicas, principalmente matemática e biologia, resultando em conflito com seus pais, que desejavam que ela seguisse a carreira de professora.

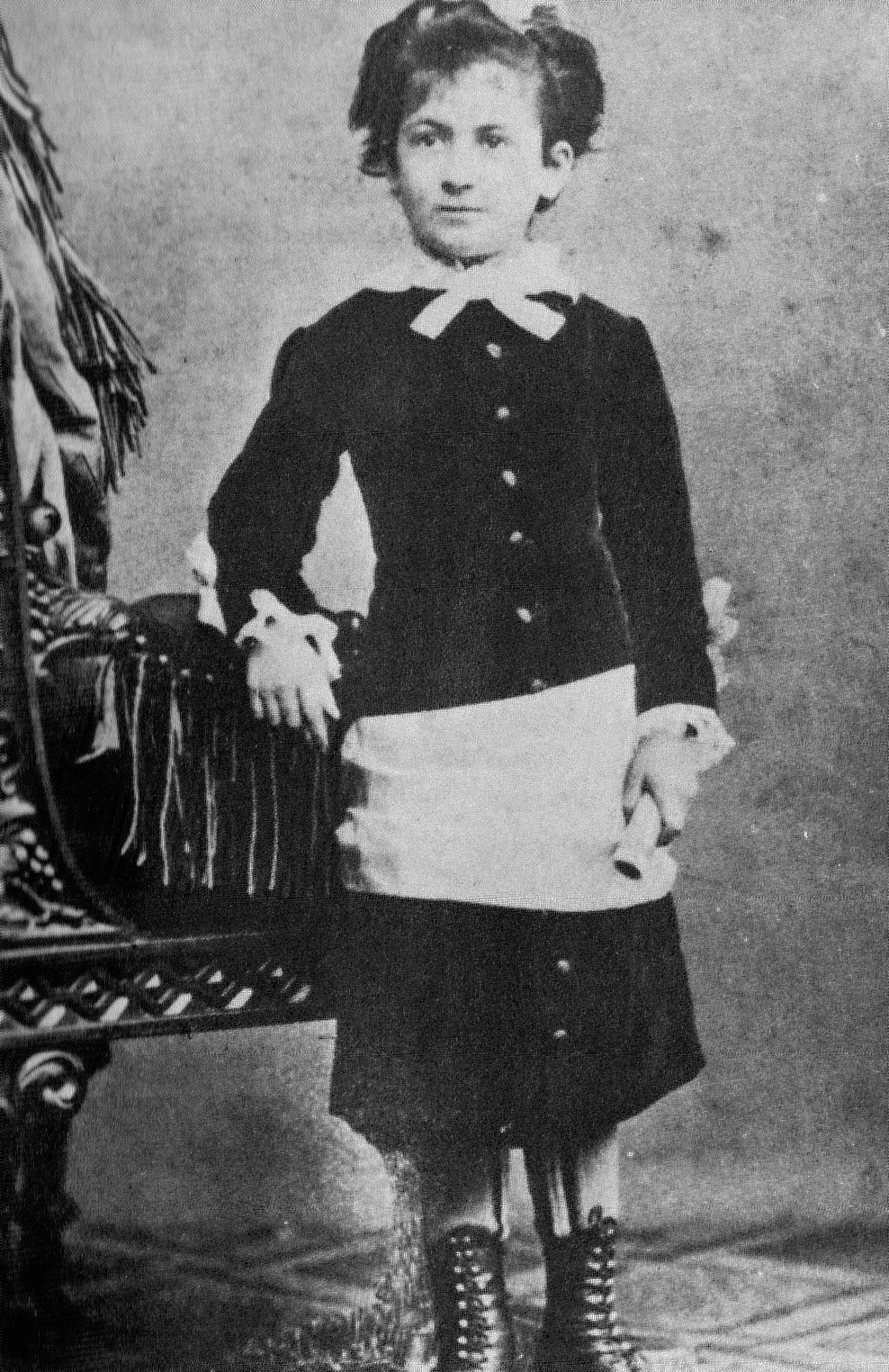
Maria Montessori, aos 10 anos, em 1880

Indo contra as expectativas familiares, inscreveu-se na Faculdade de Medicina da Universidade de Roma, escolha que a levou a ser, em 1896, uma das primeiras mulheres a formar-se em medicina na Itália.

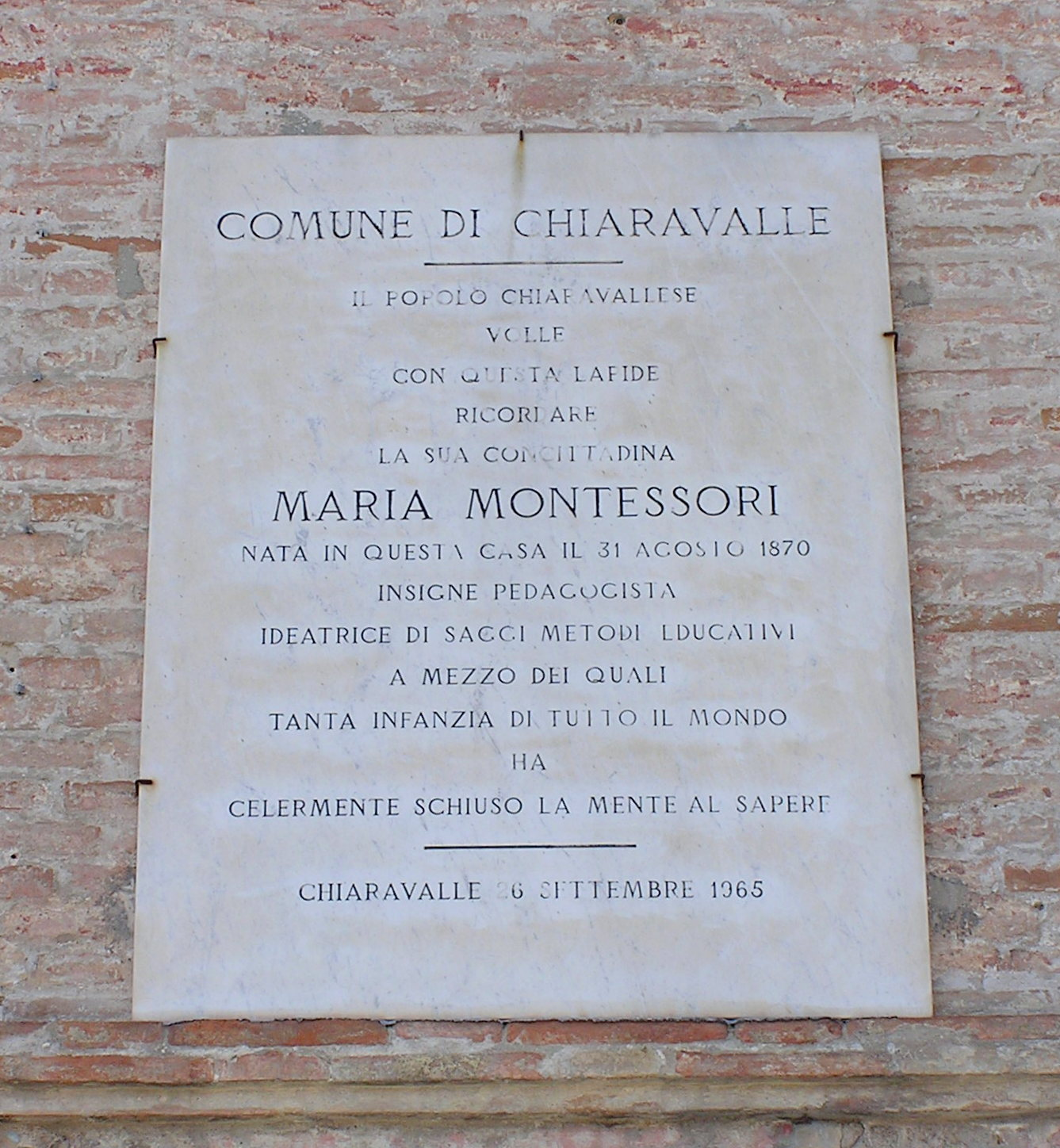
Placa colocada em homenagem a Maria Montessori na casa onde nasceu (Chiaravalle - Itália)

Após sua formatura, não pode exercer como médica, pois na época não se admitia uma mulher examinando o corpo de um homem. Então iniciou um trabalho com crianças com necessidades especiais na clínica da universidade, vindo posteriormente dedicar-se a experimentar em crianças, sem comprometimento algum, os procedimentos usados na educação dos que tinham comprometimento. Observou, também, crianças que brincavam nas ruas e criou um espaço educacional para estas crianças - a Casa dei Bambini.
Responsável também pela criação do Método montessori de aprendizagem, composto especialmente por um material de apoio em que a própria criança (ou utilizador) observa e faz as conexões corretas.

### Obras
- O segredo da Infância, (1936).
- Mente absorvente, Ed. Nórdica, (1949).
- Formação do Homem, Ed. Portugália, (1949).
- Em Família, Ed. Nórdica, (1951).
- Pedagogia Científica, Ed. Flamboyant, (1965).
- A Criança, com Luíz Horácio da Matta, (1984).
- Educação e a Paz, Ed. Papirus, (2004).
- Para Educar o Potencial Humano, Ed.Papirus, (2004).
- Da Infância à Adolescência, (2006).

## Alguns materiais

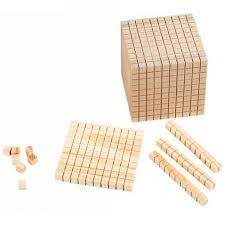
Material Dourado - Montessori

### Material dourado
O Material Dourado Montessori foi criado com o intuito de destinar-se a atividades que auxiliassem o ensino e a aprendizagem do sistema de numeração decimal-posicional e dos métodos para efetuar as operações fundamentais (ou seja, os algoritmos). Mas felizmente, essa utilização evoluiu e hoje esse material pode ser utilizado em outros diversos conteúdos matemáticos.

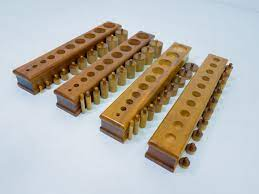
Encaixes Sólidos - Montessori

### Encaixes sólidos
O Conjunto de Encaixes Sólidos é composto por quatro blocos, cada um com dez cilindros de tamanhos diferentes. Dente suas características, destacamos:
- O Bloco A: Os cilindros crescem em diâmetro e altura.
- O Bloco B: Os cilindros crescem em diâmetro sem mudança de altura.
- O Bloco C: Os cilindros crescem em altura sem mudança de diâmetro.
- O Bloco D: Os cilindros crescem em diâmetro, enquanto diminuem em altura.

#### Objetivo
O objetivo dos encaixes sólidos é a dimensão, que cresce em perspectiva e indiretamente, sendo de grande importância para a aprendizagem de alunos na área de matemática e geometria.

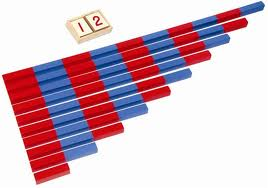
Sistema de Barras e Comprimentos - Montessori

### Sistema de barras e comprimentos
Conhecido como as Barras Vermelhas, o sistema de barras e comprimentos é um material constituído por dez hastes de madeira de mesma base quadrada, e de diferentes comprimentos; a haste maior possui cem centímetros e a menor dez centímetros. Tem como ponto de interesse o comprimento da barra mais comprida e a colocação desta barra, e o controle de erro é a sequência visual das barras.

#### Objetivo
O objetivo do sistema de barras e comprimentos é a percepção da variação do comprimento das barras e a sequência de comprimento. Já como objetivo indireto, a preparação para a matemática e o sistema métrico de medições.

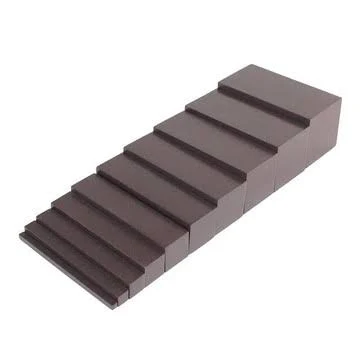
Escada Marrom - Montessori

### Escada marrom
O conjunto da escada marrom é formada por um conjunto de dez prismas retangulares, todos de 20 centímetros de comprimento, variando de 1 centímetro de altura e profundidade até 10 centímetros – de altura e profundidade.
Tem como ponto de interesse ordenar os prismas em ordem do mais estreito para o mais grosso, que resulta numa escada que aumenta em altura 1 centímetro por degrau.
Desta forma, o objetivo do mesmo é a percepção de dimensão que cresce em perspectiva e indiretamente é um preparo para a área de matemática e geometria.

## Trabalhos publicados

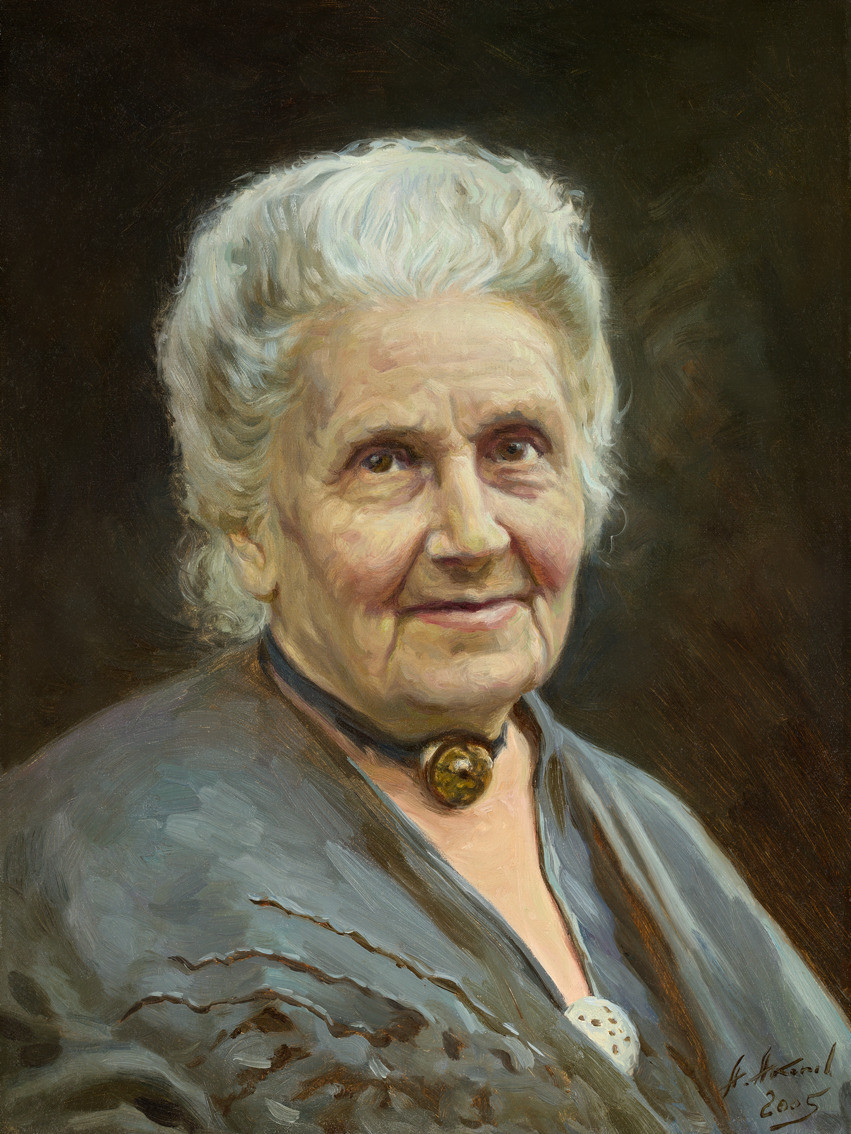
Maria Montessori. o retrato foi pintado pelo artista Alexander Akopov

Montessori publicou vários livros, artigos e panfletos durante sua vida, geralmente em italiano, mas às vezes primeiro em inglês. De acordo com Kramer, "as principais obras publicadas antes de 1920 (O Método Montessori, Antropologia Pedagógica, O Método Montessori Avançado - Atividade Espontânea na Educação e O Material Elementar Montessori) foram escritas em italiano por ela e traduzidas sob sua supervisão". No entanto, muitos de seus trabalhos posteriores foram transcritos de suas palestras, muitas vezes em tradução, e só mais tarde publicados na forma de livro. A maioria de seus trabalhos e outras compilações de palestras ou artigos escritos por Montessori estão disponíveis na Montessori-Pierson Publishing Company.
As principais obras de Montessori em forma de livro são apresentadas aqui na ordem de sua primeira publicação, com revisões e traduções significativas.
- Il Metodo della Pedagogia Scientifica applicato all'educazione infantile nelle Case dei Bambini (Tipografia della Casa Editrice S. Lapi, 1909). Posteriormente revisado e reeditado em 1913 e 1918 (publicado por Ermanno Loescher) e 1935 (publicado por Maglione e Strine).
  - Edição inglesa (americana): The Montessori Method: Scientific Pedagogy as Applied to Child Education in the Children's Houses [traduzido por Anne E. George] (William Heinemann, 1912)
  - Edição em inglês (Reino Unido): The Montessori Method: Scientific Pedagogy as Applied to Child Education in the Children's Houses [trad. por Anne E. George] (William Heinemann, 1912)
  - Edição alemã: Selbsttaetige Erziehung im fruehen Kindesalter nach den Grundsaetzen der wissenschaftlichen Paedagogik methodisch dargelegt [tradutor não identificado] (Hoffmann, 1913)
  - Edição holandesa De methode Montessori: zelfopvoeding van het jonge kind [trad. por T. Bruyn] (Ploegsma, 1916)
  - Edição holandesa: Pédagogie scientifique [trad. por M. R. Cromwell] (Librairie Larousse, 1916)
  - Edição em espanhol: El Método de la Pedagogía Científica Aplicado a la Educación de la Infancia en "La Casa dei Bambini" [trad. por Juan Palau Vera] (Araluce, 1918)
  - Edição revisada e ampliada em inglês (Índia) The Discovery of the Child [traduzido por Mary A. Johnstone] (Kalakshetra Publications, 1948)
  - Revisado e reeditado em italiano como La scoperta del bambino (Garzanti, 1950). Uma 'nova' edição deste título foi publicada por Garzanti em 1970.
    - Edição francesa: Pédagogie Scientifique: La Découverte de l'Enfant [traduzido por Georgette JJ Bernard] (Desclée de Brouwer, 1952)
    - Primeira edição americana de The Discovery of the Child [traduzido por M. Joseph Costelloe] (Ballantine Books, 1967). Simultaneamente, versões deste título foram publicadas nos Estados Unidos pela Editora Fides (Notre Dame, Indiana) e pela Amereon House (Nova York).
    - Edição alemã: Die Entdeckung des Kindes [traduzido por Edith Seidel] (Verlag Herder, 1969)
    - Edição japonesa:子 ど も の 発 見/ Kodomo no hakken [traduzido por Tsuneyoshi Tsuzumi] (Kokudosha, 1971)
    - Edição catalã: La Descoberta de l'Infant [tradução de Andreu Roca] (EUMO Editorial, 1984)
    - Edição em inglês (Reino Unido): The Discovery of the Child [traduzido por M. Joseph Costelloe] (Clio Press, 1988)
    - Edição húngara: A gyermek felfedezése [traduzido por Balassa Sándorné] (Herder, 1995)
- Antropologia Pedagogica (Vallardi, 1910)
  - Edição em espanhol: Antropología pedagógica [traduzido por Juan Palau Vera] (Araluce, 1910)
  - Edição em inglês (Reino Unido): Pedagogical Anthropology [traduzido por Frederick Taber Cooper] (William Heinemann, 1913)
  - Edição inglesa (americana): Pedagogical Anthropology [traduzido por Frederic Taber Cooper] (Frederick A. Stokes, 1913)
- Dr. Montessori's Own Handbook (Publicado pela primeira vez em inglês; Frederick A. Stokes, 1914)[10]
  - Edição italiana: Manuale di pedagogia scientifica [traduzido da edição inglesa] (Alberto Morano, 1921)
- L'autoeducazione nelle scuole elementari (Loescher, 1916)
  - Edição em inglês publicada em dois volumes (Frederick A. Stokes, 1917):
    - The Advanced Montessori Method, Vol. I: Spontaneous Activity in Education [traduzido por Florence Simmonds]
    - The Advanced Montessori Method, Vol. II: The Montessori Elementary Material [traduzido por Arthur Livingston]
- I bambini viventi nella Chiesa (1922)
  - Edição em inglês: A Criança na Igreja: Ensaios sobre a Educação Religiosa das Crianças e o Treinamento do Caráter [editado por Edwin M. Standing] (1929)
- Das Kind in der Familie (publicado pela primeira vez em alemão; 1923)
  - Edição em inglês: The Child in the Family [traduzido por Nancy Cirillo] (1929)
  - Idição italiana: Il bambino in famiglia (1936)
- Psico Geométria (publicado pela primeira vez em espanhol; 1934)
  - Edição em inglês: Psychogeometry [editado por Kay M. Baker e Benedetto Scoppola] (2011)
  - Edição italiana: Psicoaritmetica (1971)
  - Edição em inglês: Psychoarithmetic [editado por Kay M. Baker e Benedetto Scoppola] (2016)

- L'Enfant (publicado pela primeira vez em francês; Gonthier, 1936)
  - Edição espanhola: El Niño (Araluce, 1936)
  - Edição em inglês: The Secret of Childhood (Longmans, Green and Co., 1936)
  - Edição italiana: Il segreto dell'infanzia (1950)
  - Edição alemã: Kinder sind anders: il segreto dell'infanzia [trad. por Percy Eckstein and Ulrich Weber] (E. Klett, 1952)
- De l'enfant à l'adolescent  [traduzido por Georgette JJ Bernard] (publicado pela primeira vez em francês; Desclée de Brouwer, 1923
  - Edição em inglês: From Childhood to Adolescence (traduzido por The Montessori Education Research Center] (Schocken Books, 1973)
  - Edição italiana: Dall'infanzia all'adolescenza (1949)

- Educazione e pace (Garzanti, 1949)
  - Edição em inglês: Peace and Education (Theosophical Publishing House, 1949)
- Formazione dell'uomo (Garzanti, 1949)
  - Edição em inglês: The Formation of Man [Traduzido por Albert M. Joosten] (Theosophical Publishing House, 1955)
- The Absorbent Mind (Theosophical Publishing House, 1949)[11]
  - Edição italiana revisada e reescrita: La mente del bambino. Mente assorbente (Garzanti, 1952)[12]
    - Edição em inglês da versão italiana: The Absorbent Mind [traduzido por Claude A. Claremont] (Holt, Rinehart e Winston, 1967)[13]
- Education for a New World (1947)
  - Edição italiana: Educazione per un mondo nuovo (1970)
- To Educate the Human Potential (1947)
  - Edição italiana: Come educare il potenziale umano (1970)